# Cavaion Veronese
Cavaion Veronese är en ort och kommun i provinsen Verona i regionen Veneto i Italien. Kommunen hade 6 021 invånare (2018).